# Xoaquín Fernández Leiceaga
Xoaquín María Fernández Leiceaga (Noya, 6 de enero de 1961) es un economista y político español.

## Biografía
Doctor en Economía por la Universidad de Santiago de Compostela (1990), es profesor titular de economía aplicada. Militante de ERGA (1978-1984), en 1981 fue elegido su secretario nacional. Formó parte de la comisión gestora del Bloque Nacionalista Gallego tras su fundación (1982). Primer teniente de alcalde del ayuntamiento de Noya (1987), fue vicerrector económico en la USC (1990-1994). Alentó la formación del Colectivo Avance en el BNG y se integró en Unidad Gallega cuando entró a formar parte del BNG (1994). Fue director del IDEGA (1998-1999). En 2002 fue elegido secretario de finanzas del BNG, pero dimitió en octubre de ese año y pasó al PSdeG al año siguiente y fue concejal en el Ayuntamiento de Santiago de Compostela de Economía, Hacienda, Transportes y Mercados. Fue elegido parlamentario por la provincia de La Coruña en las elecciones autonómicas de 2005. Volvió a ser elegido parlamentario en las autonómicas de 2009, cargo que ocupó hasta 2012.
Recibió el Premio de la Crítica de Galicia de Investigación en 1994.
Candidato a la Junta de Galicia para las elecciones al Parlamento de Galicia 2016 tras imponerse en las primarias a Méndez Romeu.

## Obras
- Economía (política) do monte galego, 1990.
- Capital estranxeiro e industrialización en Galicia, 1993.
- Fecundidade e actividade en Galicia, 1970-1993, 1996.
- El impacto de las multinacionales en las economías de acogida, 1998
- Estrutura económica de Galiza, 2000 (con E. López Iglesias).

### Obras colectivas
- Avellentamento demográfico e consecuencias socioeconómicas, 2001 (director).
- Catro ensaios sobre a esquerda nacionalista, 1990.